# Mujeres Creando
Mujeres Creando es un movimiento feminista boliviano, nacido en 1992 que tiene la calle como escenario principal de sus actividades utilizando sobre todo el grafiti y las performances como expresión. El grupo está liderado por María Galindo.

## Historia
El movimiento nació en 1992 como Comunidad Creando, en un barrio de la periferia de la ciudad de La Paz y ese mismo año se convirtió en Mujeres Creando con una propuesta de feminismo no racista con la intención de cuestionar a una élite de mujeres que consideraban privilegiadas y que separaban lo público y privado, y el trabajo manual del trabajo intelectual. También con el objetivo de interpelar a la izquierda donde militaban sus tres primeras integrantes, cuestionando que colocaran a las mujeres en posición de objeto y recuperar el anarquismo boliviano de inicios del siglo XX.

El grupo fundador inicial estuvo conformado por María Galindo, Mónica Mendoza, Julieta Paredes, y otros miembros incluyendo dos de las únicas activistas abiertamente lesbianas de Bolivia. Con el tiempo se incorporaron nuevas participantes. Julieta Paredes se desvinculó del movimiento aproximadamente en el 2004. Las fundadoras, describen Mujeres Creando como:
una "locura" surgida desde una izquierda que consideran arrogante, homofóbica y totalitaria de los años 80s, donde el modelo era el heterosexismo y el feminismo se entendía como un elemento divisor.
Mujeres Creando tiene dos casas autogestionarias desde donde desarrollan diferentes actividades políticas y culturales, además que dan servicio de hospedaje y alimentación, estas son:
- "La Virgen de los Deseos", en la ciudad de La Paz
- "Los Deseos de la Virgen", en la ciudad de Santa Cruz

## Posicionamientos
- Critican y denuncian a mujeres que se dicen feministas -señalan- pero que fueron absorbidas por el aparato estatal de todos los gobiernos para convertirlas en funcionales tecnócratas de género y en “oenegistas” que se lucraron con la pobreza y cooptaron a mujeres de diferentes sectores para hacerlas sumisas beneficiarias. “El neoliberalismo ahora se disfraza de mujeres angurrientas de poder”, escribieron  en las paredes.[1]
- Interpelaron al gobierno de Morales, al que reprochan que haya dejado que se desmoronen todas las expectativas de un verdadero cambio social en Bolivia. La Asamblea Constituyente fue una conquista de la revuelta popular de octubre de 2003. Sin embargo, la nueva Constitución Política del Estado, dictada desde el Palacio de Gobierno, frustró las esperanzas.[1]

## Actividades

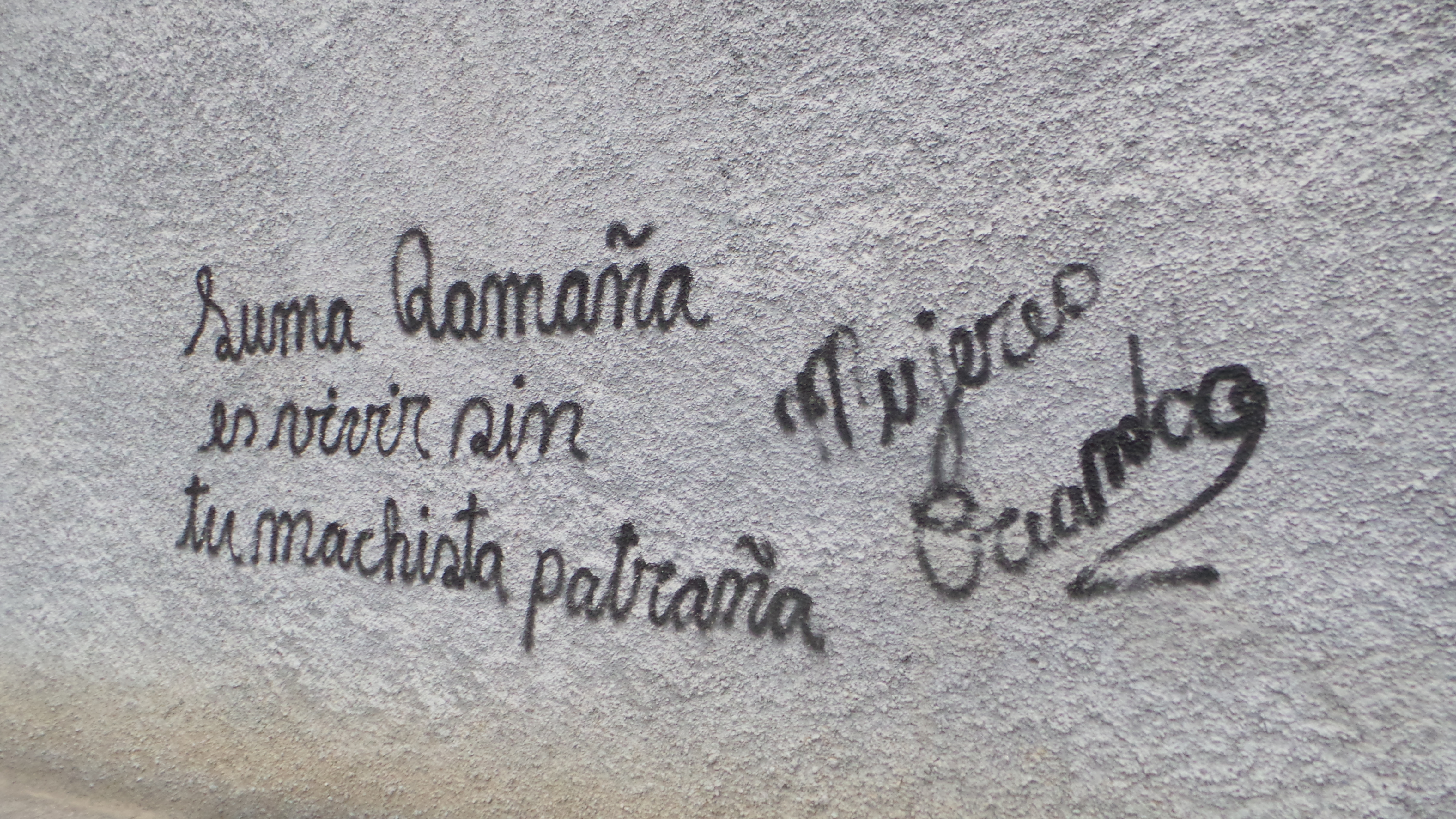
Pintada de Mujeres Creando en La Paz, 2017

Los espacios donde construyen y desenvuelven sus actividades creativas son fundamentalmente las calles. Participan en una gama de intervenciones, teatro callejero y acciones contra la pobreza. Tienen un periódico llamado Mujer Pública, libros publicados en poesía, teoría feminista, sexualidad, y vídeos. En 2016 produjeron un programa de televisión. Desde 2007 operan Radio Deseo 103.3 FM.

### Graffitti
Desde su creación Mujeres Creando intervino el espacio público con grafitis, los mismos se han desarrollado durante toda su existencia siendo relacionados con el feminismo en general, así como consignas de coyuntura que en múltiples ocasiones han causado polémica y han supuesto agresiones policiales y requerimientos de la justicia a declarar.

### Privados de libertad y sin sentencia
En 1997 Mujeres Creando apoyó la huelga de hambre iniciada por la investigadora mexicana Raquel Gutiérrez detenida el 9 de abril de 1992 en una vivienda de El Alto para denunciar su detención durante cinco años sin juicio. Antes y después fueron detenidos otros miembros del EGTK, entre ellos Felipe Quispe, los hermanos Linera, Silvia de Alarcón, Juan Carlos Pinto. El 25 de abril Gutiérrez logró su libertad y tras ella salieron todos los presos acusados de pertenecer al EGTK bajo la figura de libertad provisional. 20 años después en una performance en La Paz, Gutiérrez agradeció el apoyo de Mujeres Creando. María Galindo le recordó que:
Nosotras estábamos aisladas por la sociedad, señaladas por la homofobia social, expulsadas del derecho a hacer política, por eso el encuentro con Raquel fue un espacio de liberación.

### Organización Deudora
En 2001 Mujeres Creando ganó la atención internacional debido a su implicación en la ocupación de la Agencia de Supervisión de Bancos de Bolivia, en solidaridad con Deudora, una organización de endeudados con instituciones de microcrédito. Los y las deudoras exigieron la condonación total de la deuda y alcanzaron  cierto éxito limitado, Julieta Ojeda explica: 
“... en realidad, las instituciones financieras cometieron usura y extorsión, engañando a la gente y explotando su ignorancia, haciéndoles firmar contratos que no entendían”.
El 15 de agosto de 2002 la policía de La Paz detuvo a las integrantes de Mujeres Creando y partidarios implicados en la producción de una película educativa que trataba sobre la violencia en lo referente a los derechos humanos de las mujeres. La violencia de la policía fue condenada por la Comisión Internacional de Derechos Humanos de Gays y Lesbianas.

### Trece horas de rebelión
En 2014 se presenta el documental Trece horas de rebelión dirigido por Galindo y producido por Mujeres Creando en el que a través de seis cortos se plantean las situaciones a las que se enfrentan las mujeres bolivianas: cosificación del cuerpo de las mujeres, aborto, violencia machista, masculinidad. Lo renovador de la obra está en el enfoque de cada una de ellas. La combinación entre ficción y realidad y la capacidad de explorar la insatisfacción de las mujeres respecto de los parámetros que soportan y la sublevación de estos que proponen.

### Posición frente al aborto
Mujeres Creando es un grupo pro elección, bajo la filosofía libertaria de la soberanía sobre el propio cuerpo (mi cuerpo, mi decisión). La líder del movimiento, Galindo, explicó que la penalización a la práctica de la interrupción del embarazo se aprovecha por los “aborteros” para extorsionar a mujeres que necesitan la intervención. Por lo general, agrega, las que acuden a estos centros son adolescentes con escasos recursos económicos..
Paralelamente, la activista consideró que la educación sexual debe ser encarada como una asignatura válida dentro de la currícula vigente en todas las unidades educativas del nivel secundario de Bolivia.

El tema de la sexualidad se lo encara en el país como un tabú dentro de una doble moral, y legitimando una sexualidad violenta y machista.

La líder del movimiento ha criticado al gobierno de Morales por no encarar acciones concretas contra el problema y por no atender diversos tópicos relacionados con la problemática que atinge a las mujeres del país. Galindo informó de que Mujeres Creando solicitó al Ministerio de Salud investigar la proliferación de consultorios clandestinos donde se practican abortos, pero que no recibieron una respuesta positiva a su demanda.[cita requerida]
En marzo de 2017, Mujeres Creando realizó una protesta a favor del aborto frente a la Catedral Metropolitana de La Paz. Las manifestantes se instalaron en las puertas de la Catedral situada en plaza Murillo, algunas de ellas vestidas de monja, portando pancartas denunciando la actitud y la hipocresía de la iglesia frente al aborto y recordando la existencia de abortos clandestinos en los conventos.

### Altar blasfemo
En octubre de 2016, el colectivo Mujeres Creando presentó un mural de crítica a la Iglesia católica, titulado Altar blasfemo, pintado sobre la fachada del Museo Nacional de Arte de Bolivia, en el contexto de la Bienal Internacional de Arte SIART. En él se veían iconos religiosos subvertidos e insultantes, como un Cristo cargando con tres falos, junto con frases tales como Ave María llena eres de rebeldía, Ni la tierra ni las mujeres somos territorio de conquista o Que Dios se quede huérfano sin madre, ni virgen. Estos mensajes despertaron la indignación de los católicos. 
Apenas un día después, un grupo de decenas de personas cubrieron todos los símbolos del mural con pintura blanca al tiempo que rezaban Ave Marías. María Galindo, calificó esta acción de censura y fanatismo, al tiempo que reclamaba su derecho a expresarse libremente, sin tomar en cuenta el derecho de expresión de los demás.
Previamente Mujeres Creando trabajó con la Sociedad de Ateos y Ateas de Bolivia que fue fundada en 2012, con la cual se realizó el programa radial "Sin Dios Ni Diablo", el primer programa de ateísmo explícito en la radio y de la que fueron partícipes: Iván Fernando Mérida Aguilar (neorrealista y fundador de OARS), Rodolfo Santibáñez (catedrático de filosofía), Óscar Oviedo Morales (psicólogo), José Gutiérrez (ingeniero), Pedro C. Parodi (antropólogo), Steve Conde Ordoñez (psicólogo) y Rolando Narvaes (artista visual).

### Estudio sobre homofobia en la Asamblea Legislativa
En junio de 2017 presentó el libro "No hay libertad política sin libertad sexual". Es el libro producto de la investigación realizada entre 2015 y 2016 en la Asamblea Legislativa Plurinacional sobre la homofobia en la Asamblea Legislativa auspiciada por la Vicepresidencia del Estado Plurinacional de Bolivia tras un conflicto generado por unas declaraciones homófobas del portavoz del MAS en la bancada contra Mujeres Creando. Para el estudio se utilizaron dos instrumentos: entrevistas de no más de 20 minutos con cada uno y una de los parlamentarios y una encuesta general a ser suministrada en una sesión colectiva. La publicación del estudio fue publicado con el apoyo de la financiación colectiva a patir de la plataforma Verkami.

### Radio Deseo
Radio Deseo ha sido el espacio de difusión del colectivo y palestra de grupos con iniciativas de comunicación a través de su Escuela de Radio, en radio Deseo nacieron programas como: Soy trabajadora del Hogar con orgullo y dignidad de las trabajadoras del Hogar, entre las que se destacaron Yola Mamani y Victoria Mamani;  Soy Marica y qué.

## Documentales
- Trece horas de rebelión. (2014)[11]